# Henry Lee Morey

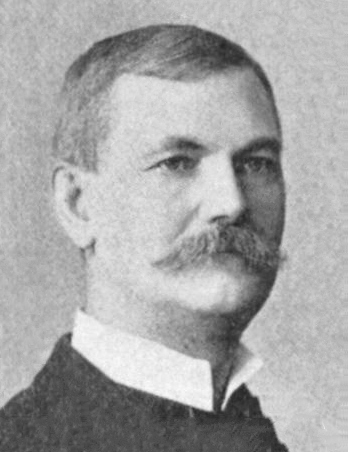
Henry Lee Morey

Henry Lee Morey (* 8. April 1841 bei Collinsville, Butler County, Ohio; † 29. Dezember 1902 in Hamilton, Ohio) war ein US-amerikanischer Politiker. Zwischen 1881 und 1884 sowie nochmals von 1889 bis 1891 vertrat er den Bundesstaat Ohio im US-Repräsentantenhaus.

## Werdegang
Henry Morey war ein Cousin von James Whitcomb (1795–1842), der sowohl US-Senator als auch Gouverneur von Indiana war. Er besuchte die öffentlichen Schulen seiner Heimat und studierte danach an der Miami University in Oxford. Während des Bürgerkrieges diente er im Heer der Union, in dem er bis zum Hauptmann aufstieg. Zwischenzeitlich geriet er in Kriegsgefangenschaft, aus der er durch einen Austausch wieder freikam. Nach einem anschließenden Jurastudium an der Indianapolis Law School und seiner 1867 erfolgten Zulassung als Rechtsanwalt begann er in Hamilton in diesem Beruf zu arbeiten. Zwischen 1871 und 1875 fungierte er als juristischer Vertreter dieser Stadt. Im Jahr 1873 war er auch Staatsanwalt für das dortige Butler County. Politisch schloss er sich der Republikanischen Partei an. 1875 kandidierte er erfolglos für den Senat von Ohio.
Bei den Kongresswahlen des Jahres 1880 wurde Morey im dritten Wahlbezirk von Ohio in das US-Repräsentantenhaus in Washington, D.C. gewählt, wo er am 4. März 1881 die Nachfolge von John A. McMahon antrat. Zwei Jahre später wurde er im siebten Distrikt seines Staates wiedergewählt. Dort löste er am 4. März 1883 John P. Leedom ab. Sein Gegenkandidat James E. Campbell legte aber gegen den Wahlausgang Widerspruch ein. Nachdem diesem stattgeben worden war, musste Morey am 20. Juni 1884 sein Mandat an Campbell abtreten. Im Juni 1884 nahm er als Delegierter an der Republican National Convention in Chicago teil. Bei den Wahlen des Jahres 1888 wurde Morey erneut im siebten Bezirk von Ohio in den Kongress gewählt, wo er am 4. März 1889 James Campbell wieder ablöste, der nach einer Unterbrechung zwei Jahre zuvor ebenfalls in das US-Repräsentantenhaus zurückgekehrt war.
Da er im Jahr 1890 nicht bestätigt wurde, konnte Henry Morey bis zum 3. März 1891 nur eine weitere Amtszeit im Kongress verbringen. Nach dem Ende seiner Zeit im US-Repräsentantenhaus praktizierte er wieder als Anwalt. Er starb am 29. Dezember 1902 in Hamilton, wo er auch beigesetzt wurde.